# Nello Martellucci
Nello Martellucci, né à Messine le 18 septembre 1921, mort à Palerme le 27 décembre 1997, est un homme politique italien. Membre de la Démocratie chrétienne, il est maire de Palerme de 1980 à 1983 et brièvement en 1984.

## Biographie

### Débuts politiques
Nello Martellucci est issu d'une fratrie de huit dont le père, originaire du Latium, s'est installé à Messine pour participer à sa reconstruction après le tremblement de terre de 1908. Dans les années 1930, la famille emménage à Palerme où Nello Martellucci suit ses études secondaires puis décroche son diplôme en droit en 1944 et où il exerce comme avocat durant cinquante ans. 
Membre du Parti républicain italien à partir de 1948, il est élu au conseil municipal de Palerme puis est nommé conseiller pour la police urbaine tandis qu'il adhère à la Démocratie chrétienne en 1964.

### Maire de Palerme à deux reprises
Pour les élections municipales de 1980, Salvo Lima reste le maître des investitures à Palerme. L'échec de l'expérience de Salvatore Mantione, andréottien extérieur aux jeux politiques, le pousse à choisir cette fois un homme d'appareil, fidèle à son courant. Nello Martellucci, président de l'Hôpital public et de l'organisme provincial de contrôle sur les actes des collectivités locales, est ainsi désigné tête de liste pour la DC, obtient le plus de préférence et permet à son parti d'emporter 39 des 80 sièges municipaux.
Le 23 juillet 1980, il est élu maire avec les voix du DC, du PSDI et du PRI, rejetant le PSI dans l'opposition et reléguant le dialogue avec le PCI, conséquence des meurtres de Michele Reina et Piersanti Mattarella, partisans de l'ouverture à gauche. Bon connaisseur du droit des collectivités, il mène la municipalité avec vigueur et une volonté de restaurer le pouvoir municipal. Réputé intègre, Nello Martellucci rejette néanmoins, quelques jours avant l'arrivée du général Dalla Chiesa pour lutter contre Cosa nostra qui ensanglante les rues de Palerme depuis plusieurs années, les accusations de connivence entre la DC et la mafia considérant que l'on accuse ainsi indirectement toute la population sicilienne d'être complice. Il refuse de l'accueillir, considérant que c'est au militaire d'être reçu par le maire.  
Lorsque le préfet est assassiné par la mafia en septembre 1983, Martellucci dénonce les accusations du fils de la victime, Nando Dalla Chiesa, qui cible les dirigeants siciliens de la Démocratie chrétienne. Il minimise le poids de la mafia, relevant selon lui de la criminalité ordinaire qu'il n'est pas dans ses fonctions de combattre, et critique en conseil municipal le sermon du cardinal Salvatore Pappalardo lors de l'enterrement de Dalla Chiesa, qui déclare que pendant qu'à Rome on débat, Palerme est investie par les ennemis. 
En avril 1983, il doit démissionner par la volonté du nouveau secrétaire national de la DC, Ciriaco de Mita, qui souhaite écarter les hommes mis en cause pour leur proximité avec la mafia. Elda Pucci lui succède mais doit se démettre un an plus tard. La majorité gangrénée par des divisions internes et le clientélisme soutient le maire Giuseppe Insalaco durant trois mois, puis le remplace pour 22 jours Stefano Camilleri. Nello Martellucci est alors brièvement réélu maire de Palerme le 29 septembre 1984, malgré les réticences dans les rangs de son parti à cause des accusations infondées de Nando Dalla Chiesa d'être l'un des responsables de la mort de son père et de sa critique de l’homélie de Salvatore Pappalardo à l'enterrement du préfet. Il abandonne la tête de l'exécutif municipal en décembre à deux commissaires nommés par le gouvernement, Nicolò Scialabba puis Gianfranco Vitocolonna, jusqu'à l'élection de Leoluca Orlando en juillet 1985.
À la tête de la municipalité, il fait approuver le plan du quartier Castello San Pietro, achève l'éclairage des avenues du Parco della Favorita, agrandit du stade de La Favorita et restaure la fontaine d'Hercule non loin. Il engage des travaux d'amélioration du Jardin anglais, ferme partiellement la via Libertà le dimanche et interdit la Piazza Pretoria aux manifestations, mais se heurte à des puissantes oppositions quand il lance le réaménagement du centre-ville. Une semaine plus tard, sa maison de campagne est dynamitée, acte d'intimidation du Clan des Corleonesi, alliés de l'ancien maire Vito Ciancimino, auquel s'oppose régulièrement Martellucci. Ciancimino conteste également son projet de confier la gestion de la trésorerie municipale à la Banca Nazionale del Lavoro à la place de la Sicilcassa, contraignant la banque romaine de reculer et de partager le contrat avec l'établissement sicilien. Il renégocie le contrat de l'ICEM pour l'éclairage public et lorsqu'il cherche à rendre plus transparent l'achat de maisons pour les personnes expulsées, aucune entreprise ne répond à l'appel d'offres de 75 milliards de lires. Il doit également organiser les visites officielles de la reine Elizabeth II d'Angleterre et du pape Jean-Paul II. 
Il meurt avec sa femme dans un accident de la route en décembre 1997.